# Cardaillac
Cardaillac é uma comuna francesa na região administrativa de Occitânia, no departamento de Lot. Estende-se por uma área de 18,1 km². Em 2010 a comuna tinha 623 habitantes (densidade: 34,4 hab./km²).
Pertence à rede das As mais belas aldeias de França.